# حسین خضوعی
حُسین خُضوعی (زادهٔ ۱۲۵۳ – درگذشتهٔ ۱ آبان ۱۳۲۳)، خواننده، موسیقی‌دان و شاعر اهل ایران بود.

## زندگی هنری
حسین خضوعی (میرزاحسین ساعت‌ساز)، در سال ۱۲۵۳ ه‍. خ در اصفهان متولد شد. پدرش «میرزا محمدحسن خان» قاری قرآن بود. میرزاحسین خضوعی از شاگردانِ «میرزا عبدالوهاب اصفهانی» خواننده و موسیقی‌دانِ اهل اصفهان بود. او که در دوران جوانی به تهران مهاجرت نمود، خوانندگی را با تعزیه خوانی آغاز کرد و در حدود ۲۵ سال در دربار ناصرالدین شاه قاجار با موسیقی‌دانان و هنرمندان آن زمان همکاری داشت. وی در برنامه‌های «انجمن اخوت» به سرپرستی «درویش خان» به عنوان خواننده حضور داشت و با هنرمندانی نظیر سید حسین طاهرزاده و «ناصر سیف» همکاری می‌کرد.
او کنسرت‌های متعددی را به مناسبت‌های مختلف از جمله میلاد علی بن ابی‌طالب، کنسرت‌های خیریه به نفع حریق زدگان آمل، ترمیم خرابی‌های بازار تهران و … برگزار نمود.
او پس از ۲۵ سال به اصفهان بازگشت. ابتدا در اداره دخانیات به امور دفتری مشغول شد و در ادامه به حرفهٔ ساعت‌سازی روی آورد. وی به علم عروض، نواختن تار و خوشنویسی آشنایی کامل داشت. چند رساله خطی در موضوع شعر و موسیقی از او برجای مانده‌است. از جمله رساله‌ای در ۲ دفتر که به موسیقی علمی و عملی پرداخته‌است و تقسیمات قدیمی را بر پایه آوازها و شعبات و نغمات و فواصل موسیقی، به عدد و حروف ابجد در جدول‌هایی مشخص کرده‌است. همچنین تقسیمات جدیدی بر پایه دستگاه‌ها، آوازها و گوشههای رایج امروزی و محل قرار گرفتنِ نُت‌ها بر روی پرده‌های تار را مشخص و درج نموده‌است.
میرزاحسین خضوعی، شناخت فنون ادبی و آشنایی با علم عروض را برای اهالی موسیقی ضروری می‌پنداشت. دفتر اشعار او با تخلص «سرور الشعرا» نزد خانواده‌اش نگهداری می‌شود. همچنین یک لوله فونوگراف از وی ضبط شده‌است که نزد خانوادهٔ «عمومی» در اصفهان نگهداری می‌گردد.

## شاگردان
از جمله شاگردان حسین خضوعی می‌توان به نام‌هایی نظیر: اسماعیل ادیب خوانساری، جلال‌تاج اصفهانی، یونس دردشتی، «حسین موسیقی»، حسین یاوری اصفهانی، حسین عمومی، «عبدالمجید اوحدی یکتا» و مهدی فروغ اشاره نمود.

## درگذشت
حسین خضوعی در ۱ آبان سال ۱۳۲۳ در سن ۷۰ سالگی در اصفهان درگذشت و در در تکیه ملک تخت فولاد به خاک سپرده شد.